# Potentilla caulescens
Potentilla caulescens — многолетнее травянистое растение, вид рода Лапчатка (Potentilla) семейства Розовые (Rosaceae).

## Ботаническое описание
Многолетнее травянистое растение высотой от 10 до 30 см. У основания стеблей встречаются отмершие прошлогодние листья. Надземные части растения покрыты шелковистыми волосками. Стебли обычно свисают.
Базальные листья разделены на черешок и листовую пластинку. Черешок относительно длинный, от 2 до 8 (иногда до 12) см. Листовые пластинки (от трёх до семи), в основном пятипалые Листочки, голые сверху и шелковисто-волосистые снизу, обратнояйцевидные, длиной от 1,5 до 3,5 сантиметров, с усеченным верхним концом, имеют от двух до семи неравных, сходящихся зубцов по краям.
Период цветения в северном полушарии — с июня по сентябрь. Обычно от трёх до семи, реже только два цветка собраны в длинностебельное соцветие ложный зонтик.
Цветки-гермафродиты диаметром от 15 до 25 мм, радиально-симметричные, пятилепестковые. Пять зелёных чашелистиков едва короче лепестков. Пять свободных, никогда не перекрывающихся белых лепестков длиной от 7 до 9 мм, обратнояйцевидные с клиновидным основанием и лишь слегка окаймлённые на кончике. Многочисленные тычинки стоят на видном месте, нити волосистые, пыльники желтоватые. Стилодий желтоватый. Гемикриптофит и полурозеточное растение.
Число хромосом 2n = 14.

## Распространение и экология
Potentilla caulescens широко распространена в Альпах и горах Южной Европы, а также в североафриканских Атласских горах.
Вид произрастает только на известняковых скалах и нависаниях от дна долины до высоты 2600 метров. В Альгойских Альпах в Баварии растёт на южном гребне Раухорна к востоку от Хинтерштайна на высоте до 2250 метров. Лучше всего растёт на известковых и каменистых почвах, бедных мелкоземом и гумусом.
Ярко выраженное растение скальных расщелин, растёт на самых крутых и даже нависающих скалах. Проникает в них очень глубоко. Корневище и корни могут со временем расширять такие расщелины или приспосабливаться к ним, разрастаясь в стороны.